# S.O.S. (album The Analogs)
S.O.S. – dwunasty album zespołu The Analogs.

## Lista utworów
1. Czarna orkiestra
2. Zły przekaz
3. Zawiśniesz Johnny
4. Mam stówę w kieszeni
5. Minął już nasz czas
6. S.O.S.
7. Muzyka może być bronią
8. Sprzedana (live)
9. Pieśń Aniołów (live)
10. Co warte jest życie (live)
11. Gdzie oni są (Cock Sparrer cover) (live)
12. Poza prawem (live)
13. Wszystko to co mamy (live)
14. Dzieciaki atakujące policję (live)

Dodatkowo na płycie 8-minutowy film dokumentalny „Kilka piosenek o życiu”